# Jenny Martínez (judoka)
Jenny Martínez (15 de junio de 1982) es una deportista dominicana que compitió en judo. Ganó una medalla de bronce en el Campeonato Panamericano de Judo de 1998, en la categoría de –48 kg.

## Palmarés internacional
| Campeonato Panamericano | Campeonato Panamericano         | Campeonato Panamericano | Campeonato Panamericano |
| Año                     | Lugar                           | Medalla                 | Categoría               |
| ----------------------- | ------------------------------- | ----------------------- | ----------------------- |
| 1998                    | Santo Domingo (Rep. Dominicana) | Medalla de bronce       | –48 kg                  |